# SuperBrawl VI
SuperBrawl VI si svolse l'11 febbraio 1996 presso la Bayfront Arena di Saint Petersburg (Florida). Si trattò della sesta edizione dell'evento di wrestling in pay-per-view della serie SuperBrawl prodotto dalla World Championship Wrestling.
Il main event dello show fu lo Steel cage match nel quale Hulk Hogan sconfisse The Giant.
Nel match per il WCW World Heavyweight Championship, Miss Elizabeth tradì Randy Savage permettendo a Ric Flair di schienarlo e conquistare il titolo. Elizabeth colpì Savage alla testa con il tacco a spillo di una sua scarpa.
I primi quattro match dello show, furono trasmessi a WCW Main Event prima del pay-per-view.

## Risultati
| N. | Match | Stipulazione                                                   | Durata |
| -- | --- | -------------------------------------------------------------- | ------ |
| 1  | The Road Warriors (Hawk & Animal) sconfiggono Dick Slater & Bunkhouse Buck                                | Tag team match                                                 | 02:27  |
| 2  | Hugh Morrus sconfigge Chris Kanyon                                                                        | Single match                                                   | 02:28  |
| 3  | Bug Bubba Rogers & VK Wallstreet sconfiggono Joey Maggs & Craig Pittman                                   | Tag team match                                                 | 02:14  |
| 4  | Jim Duggan contro Loch Ness termina in doppia squalifica                                                  | Single match                                                   | N/A    |
| 5  | The Nasty Boys (Brian Knobbs & Jerry Sags) sconfiggono The Public Enemy (Rocco Rock & Johnny Grunge)      | Street Fight match                                             | 07:49  |
| 6  | Johnny B. Badd (c) (con The Diamond Doll) sconfigge Diamond Dallas Page                                   | Single match per il WCW World Television Championship          | 14:59  |
| 7  | Sting & Lex Luger (c) sconfiggono Harlem Heat (Booker T & Stevie Ray)                                     | Tag team match per i WCW World Tag Team Championship           | 11:49  |
| 8  | Konnan (c) sconfigge One Man Gang                                                                         | Single match per il WCW United States Heavyweight Championship | 07:27  |
| 9  | The Taskmaster sconfigge Brian Pillman                                                                    | "I Respect You" Strap match                                    | 01:36  |
| 10 | Arn Anderson contro The Taskmaster termina in no contest                                                  | Single match                                                   | 03:45  |
| 11 | Sting & Lex Luger (c) contro The Road Warriors (Animal & Hawk) termina in doppio conteggio fuori dal ring | Tag team match per i WCW World Tag Team Championship           | 13:56  |
| 12 | Ric Flair (con Woman) sconfigge Randy Savage (c) (con Miss Elizabeth)                                     | Steel cage match per il WCW World Heavyweight Championship     | 18:52  |
| 13 | Hulk Hogan sconfigge The Giant (con Jimmy Hart & The Taskmaster)                                          | Steel cage match                                               | 15:04  |